# Carola Casale
Carola Casale (Génova, 7 de noviembre de 1998) es una karateca italiana. 
Es dos veces campeona europea en el evento de kata en el equipo femenino en el Campeonato Europeo de Karate. Ganó una de las medallas de bronce en el evento de kata por equipos femenino en el Campeonato Mundial de Karate de 2021 celebrado en Dubái. Perdió su partido por la medalla de bronce en el evento de kata femenino en los Karate en los Juegos Mundiales de 2022 celebrados en Birmingham, Estados Unidos.